# Sevenoaks
Sevenoaks er en by i Kent, England. Den er administrationscenter for distriktet Sevenoaks. Byen ligger omkring 40 km fra London, og en betydelig del af befolkningen er derfor pendlere. Floden Darent har sit udspring ved Riverhead indenfor bygrænsen. Befolkningstallet er omkring 18.000 (2004). 
Navnet kommer fra gammel engelsk Seouenaca, "syv egetræer", som var navnet på et lille kapel, som omkring år 800 stod ved siden af syv egetræer. Navnet er således ikke blevet ændret, sådan som det er tilfældet mange andre steder, men har bare udviklet sig sammen med sproget. En moderne myte fortæller, at byen blev navngivet efter syv egetræer, som stod ved siden af cricketbanen. Dette skønnes særligt sandsynligt, eftersom seks af træerne blev ødelagt under en stor storm i 1987. Men disse træer blev ikke plantet før 1902 for at mindes kroningen af Edvard d. 7. og kom således mange århundreder senere end byens navn. Dermed er det ikke sandsynligt, at disse syv træer skulle have givet byen dens navn. De ødelagte ege blev desuden erstattet af syv nye, og eftersom den sidste overlevede, står der nu otte egetræer ved banen. 

## Historie
Sevenoaks er ikke nævnt i Dommedagsbogen, men landsbyen Otford var med. Dette kan tyde på, at stedet i 1086 havde få indbyggere og få ejendomme af betydning. I det 13. århundrede blev der etableret et marked i Sevenoaks, og i 1456 købte Thomas Bourchier, ærkebiskoppen af Canterbury, en ejendom og byggede et hus der. 
To hospitaler blev i middelalderen oprettet af religiøse ordener. Disse gav specielt hjælp til ældre mennesker og pilgrimme på vej til Canterbury.
Øst for byen ligger Knole House, der er en herregård med en stor rådyrpark tilhørende hertugen af Dorset, Sackville-familien. Den blev givet til familien af Elisabeth d. 1. i 1577. Ejendommen ejes nu af National Trust, men familien er fortsat bosat der.
Cricketbanen i Sevenoaks er en af de ældste i England. Den blev i 1773 givet til byen af den 3. hertug af Dorset, som på det tidspunkt ejede Knole House. Den er også kendt for at være den første bane, hvor man spillede cricket med tre stave – sådan som det spilles i dag. 
Banegården blev åbnet i 1868. I 1927 indtraf der en alvorlig togulykke i byen, da et passagertog mistede kontrollen. 13 mennesker døde. Selvom dødstallet er langt fra det højeste for sådanne ulykker, fik ulykken stor opmærksomhed, fordi den skete inde i selve byen.